# Lista do patrimônio cultural de Santa Leopoldina
A lista do patrimônio cultural de Santa Leopoldina reúne itens do patrimônio cultural e histórico de Santa Leopoldina. A lista inclui principalmente bens tombados pelo Conselho Estadual de Cultura do Espírito Santo, muitos deles em 1983, e locais de interesse histórico e cultural, de acordo com a classificação municipal.

Santa Leopoldina é uma das primeiras colônias do Espírito Santo e reúne diversas construções de valor histórico.
| Imagem | Bem                                            | Data de fundação | Coordenadas                                                                            | Tombamento                                                      | Referência |
| ------ | ---------------------------------------------- | ---------------- | -------------------------------------------------------------------------------------- | --------------------------------------------------------------- | ---------- |
|        | Casa Paroquial do Tirol                        | década de 1920   | 20° 10′ 53″ S, 40° 34′ 11″ O                                                           | bem tombado pelo Conselho Estadual de Cultura do Espírito Santo |            |
|        | Casarão Holanda I                              | 1875             | 20° 12′ 03″ S, 40° 32′ 34″ O                                                           | bem tombado pelo Conselho Estadual de Cultura do Espírito Santo |            |
|        | Casarão Holanda II                             | 1905             | 20° 12′ 08″ S, 40° 32′ 40″ O                                                           | bem tombado pelo Conselho Estadual de Cultura do Espírito Santo |            |
|        | Casarão Regência I                             | 1873             | 20° 12′ 14″ S, 40° 28′ 56″ O                                                           | bem tombado pelo Conselho Estadual de Cultura do Espírito Santo |            |
|        | Casarão Regência II                            | 1878             | 20° 12′ 29″ S, 40° 28′ 56″ O                                                           | bem tombado pelo Conselho Estadual de Cultura do Espírito Santo |            |
|        | Casarão da Família Pittol                      | 1897             | 20° 02′ 25″ S, 40° 31′ 50″ O                                                           | local de interesse histórico e/ou cultural em Santa Leopoldina  |            |
|        | Casarão em Luxemburgo                          | século XIX       | 20° 08′ 00″ S, 40° 35′ 20″ O                                                           | bem tombado pelo Conselho Estadual de Cultura do Espírito Santo |            |
|        | Edifício na Rua Barão de Rio Branco nº 10 e 26 |                  | 20° 06′ 02″ S, 40° 31′ 43″ O                                                           | bem tombado pelo Conselho Estadual de Cultura do Espírito Santo |            |
|        | Edifício na Rua Bernardino Monteiro nº 14      | século XX        | 20° 05′ 57″ S, 40° 31′ 44″ O                                                           | bem tombado pelo Conselho Estadual de Cultura do Espírito Santo |            |
|        | Edifício na Rua Bernardino Monteiro nº 16      | século XX        | 20° 05′ 56″ S, 40° 31′ 46″ O                                                           | bem tombado pelo Conselho Estadual de Cultura do Espírito Santo |            |
|        | Edifício na Rua Bernardino Monteiro nº 18      | 1918             | 20° 05′ 56″ S, 40° 31′ 45″ O                                                           | bem tombado pelo Conselho Estadual de Cultura do Espírito Santo |            |
|        | Edifício na Rua Jerônimo Monteiro nº 10        | século XX        | 20° 05′ 58″ S, 40° 31′ 28″ O                                                           | bem tombado pelo Conselho Estadual de Cultura do Espírito Santo |            |
|        | Edifício na Rua Jerônimo Monteiro nº 2         | 1918             | 20° 05′ 57″ S, 40° 31′ 27″ O                                                           | bem tombado pelo Conselho Estadual de Cultura do Espírito Santo |            |
|        | Edifício na Rua Jerônimo Monteiro nº 43        | 1920             | 20° 06′ 01″ S, 40° 31′ 34″ O                                                           | bem tombado pelo Conselho Estadual de Cultura do Espírito Santo |            |
|        | Edifício na Rua Jerônimo Monteiro nº 59        |                  | 20° 06′ 03″ S, 40° 31′ 37″ O                                                           | bem tombado pelo Conselho Estadual de Cultura do Espírito Santo |            |
|        | Edifício na Rua Jerônimo Monteiro nº 8         | 1917             | 20° 05′ 58″ S, 40° 31′ 27″ O                                                           | bem tombado pelo Conselho Estadual de Cultura do Espírito Santo |            |
|        | Edifício na Rua Porfírio Furtado nº 47         | século XX        | 20° 06′ 08″ S, 40° 31′ 41″ O                                                           | bem tombado pelo Conselho Estadual de Cultura do Espírito Santo |            |
|        | Edifício na Rua do Comércio nº 1               | século XX        | 20° 06′ 03″ S, 40° 31′ 38″ O                                                           | bem tombado pelo Conselho Estadual de Cultura do Espírito Santo |            |
|        | Edifício na Rua do Comércio nº 11              | século XIX       | 20° 06′ 02″ S, 40° 31′ 41″ O                                                           | bem tombado pelo Conselho Estadual de Cultura do Espírito Santo |            |
|        | Edifício na Rua do Comércio nº 13              | século XX        | 20° 06′ 02″ S, 40° 31′ 41″ O                                                           | bem tombado pelo Conselho Estadual de Cultura do Espírito Santo |            |
|        | Edifício na Rua do Comércio nº 14, 16, 18 e 20 | 1918             | 20° 06′ 02″ S, 40° 31′ 40″ O                                                           | bem tombado pelo Conselho Estadual de Cultura do Espírito Santo |            |
|        | Edifício na Rua do Comércio nº 15              | século XIX       | 20° 06′ 02″ S, 40° 31′ 42″ O                                                           | bem tombado pelo Conselho Estadual de Cultura do Espírito Santo |            |
|        | Edifício na Rua do Comércio nº 2               | século XIX       | 20° 06′ 02″ S, 40° 31′ 38″ O                                                           | bem tombado pelo Conselho Estadual de Cultura do Espírito Santo |            |
|        | Edifício na Rua do Comércio nº 24              | século XX        | 20° 06′ 01″ S, 40° 31′ 41″ O                                                           | bem tombado pelo Conselho Estadual de Cultura do Espírito Santo |            |
|        | Edifício na Rua do Comércio nº 26              | 1918             | 20° 06′ 02″ S, 40° 31′ 41″ O                                                           | bem tombado pelo Conselho Estadual de Cultura do Espírito Santo |            |
|        | Edifício na Rua do Comércio nº 27              | 1890             | 20° 06′ 02″ S, 40° 31′ 43″ O                                                           | bem tombado pelo Conselho Estadual de Cultura do Espírito Santo |            |
|        | Edifício na Rua do Comércio nº 3               | 1819             | 20° 06′ 02″ S, 40° 31′ 39″ O                                                           | bem tombado pelo Conselho Estadual de Cultura do Espírito Santo |            |
|        | Edifício na Rua do Comércio nº 34 e 36         | século XX        | 20° 06′ 02″ S, 40° 31′ 42″ O                                                           | bem tombado pelo Conselho Estadual de Cultura do Espírito Santo |            |
|        | Edifício na Rua do Comércio nº 43              | 1901             | 20° 06′ 01″ S, 40° 31′ 45″ O                                                           | bem tombado pelo Conselho Estadual de Cultura do Espírito Santo |            |
|        | Edifício na Rua do Comércio nº 45 e 47         | século XX        | 20° 06′ 01″ S, 40° 31′ 45″ O                                                           | bem tombado pelo Conselho Estadual de Cultura do Espírito Santo |            |
|        | Edifício na Rua do Comércio nº 51 e 53         | século XIX       | 20° 06′ 01″ S, 40° 31′ 46″ O                                                           | bem tombado pelo Conselho Estadual de Cultura do Espírito Santo |            |
|        | Edifício na Rua do Comércio nº 54              | século XIX       | 20° 06′ 00″ S, 40° 31′ 45″ O                                                           | bem tombado pelo Conselho Estadual de Cultura do Espírito Santo |            |
|        | Edifício na Rua do Comércio nº 55              | século XIX       | 20° 06′ 00″ S, 40° 31′ 46″ O                                                           | bem tombado pelo Conselho Estadual de Cultura do Espírito Santo |            |
|        | Edifício na Rua do Comércio nº 57 e 59         | século XIX       | 20° 06′ 00″ S, 40° 31′ 47″ O                                                           | bem tombado pelo Conselho Estadual de Cultura do Espírito Santo |            |
|        | Edifício na Rua do Comércio nº 58, 60 e 62     | 1916             | 20° 06′ 00″ S, 40° 31′ 46″ O                                                           | bem tombado pelo Conselho Estadual de Cultura do Espírito Santo |            |
|        | Edifício na Rua do Comércio nº 63              | 1914             | 20° 06′ 00″ S, 40° 31′ 47″ O                                                           | bem tombado pelo Conselho Estadual de Cultura do Espírito Santo |            |
|        | Escadaria Jair Amorim                          | maio de 1934     | 20° 06′ 03″ S, 40° 31′ 43″ O                                                           | local de interesse histórico e/ou cultural em Santa Leopoldina  |            |
|        | Fazenda Barra de Mangaraí                      | 1813             | 20° 08′ 12″ S, 40° 26′ 20″ O                                                           | local de interesse histórico e/ou cultural em Santa Leopoldina  |            |
|        | Fazenda Bela Vista                             | século XIX       | 20° 10′ 23″ S, 40° 30′ 11″ O                                                           | bem tombado pelo Conselho Estadual de Cultura do Espírito Santo |            |
|        | Fazenda da Fumaça                              | século XIX       | 20° 11′ 07″ S, 40° 31′ 27″ O                                                           | bem tombado pelo Conselho Estadual de Cultura do Espírito Santo |            |
|        | Fórum Graça Aranha                             |                  | 20° 06′ 01″ S, 40° 31′ 44″ O                                                           | local de interesse histórico e/ou cultural em Santa Leopoldina  |            |
|        | Igreja Sagrada Família                         | 1911             | 20° 06′ 02″ S, 40° 31′ 47″ O                                                           | local de interesse histórico e/ou cultural em Santa Leopoldina  |            |
|        | Igreja do Tirol                                | 1898             | 20° 10′ 54″ S, 40° 34′ 13″ O                                                           | bem tombado pelo Conselho Estadual de Cultura do Espírito Santo |            |
|        | Igrejinha                                      | 1930             | 20° 00′ 21″ S, 40° 32′ 33″ O                                                           | local de interesse histórico e/ou cultural em Santa Leopoldina  |            |
|        | Monumento ao Imigrante                         | 1950             | 20° 05′ 54″ S, 40° 31′ 37″ O                                                           | local de interesse histórico e/ou cultural em Santa Leopoldina  |            |
|        | Núcleo Histórico de Santa Leopoldina           | século XIX       | 20° 05′ 57″ S, 40° 31′ 26″ O 20° 06′ 00″ S, 40° 31′ 47″ O 20° 06′ 01″ S, 40° 31′ 44″ O | bem tombado pelo Conselho Estadual de Cultura do Espírito Santo |            |
|        | Quilombo Retiro                                | século XIX       | 20° 05′ 53″ S, 40° 31′ 17″ O                                                           | quilombo tombado pela Constituição Federal do Brasil de 1988    |            |
|        | Rua Jerônimo Monteiro, 16                      | século XX        | 20° 05′ 59″ S, 40° 31′ 29″ O                                                           | bem tombado pelo Conselho Estadual de Cultura do Espírito Santo |            |
|        | Rua do Comércio, 17                            | século XIX       | 20° 06′ 02″ S, 40° 31′ 42″ O                                                           | bem tombado pelo Conselho Estadual de Cultura do Espírito Santo |            |
|        | Sumidouro e Cachoeira do Funil                 |                  | 20° 05′ 38″ S, 40° 32′ 26″ O                                                           | bem tombado pelo Conselho Estadual de Cultura do Espírito Santo |            |

∑ 50 items.